# Gianfranco Chiarini
Pour les articles homonymes, voir Chiarini.
Gianfranco Chiarini (né le 8 janvier 1966 à Ferrare) est un chef cuisinier italien.

## Biographie
Gianfranco Chiarini a grandi dans un environnement multiculturel de par ses origines italo-colombiennes, entre l’Italie, le Venezuela et les États-Unis. Son père, Luciano Chiarini Toselli, a travaillé en tant que professionnel du marketing et sa mère, Leonor Gonzales de Chiarini a commencé comme danseuse classique et de flamenco avant de devenir décoratrice d’intérieur après qu’un accident de voiture lui eut ôté tout futur dans le monde de la danse. À l’âge de 16 ans, Gianfranco Chiarini quitte le domicile familial.

### La musique
Chiarini fut musicien dans sa jeunesse, tout d’abord comme artiste rock dans les bars et les discothèques en ouverture des concerts de groupes de rock américains. Il devient chanteur avec le groupe de salsa Barranco Mix.
Ce groupe joue dans le Johnny Canales show à Corpus Christi, au Texas avec la Reine de Tejano, Selena et le groupe de rock contemporain Maná. Barranco fait aussi l’ouverture de la Feria de Cali en Colombie.
Chiarini est l’un des chanteurs principaux du groupe de 1993 à 1996. Il renonce alors à la carrière musicale et reprend une carrière comme chef cuisinier.

### La cuisine
En 1986, Chiarini s’inscrit à l’Instituto de Alta Gastronomia de Caracas, Venezuela. Pendant cette période, Chiarini étudie et travaille dans plusieurs restaurants.
Il utilise ses ressources pour perfectionner sa carrière culinaire. En 1996, il décide de retourner aux États-Unis où il s’inscrit au Pittsburgh Culinary Institute (une filiale du Culinary Institute of America et de Le Cordon Bleu). Pendant cette période, il travaille dans des restaurants comme The Ohio Brewery et Alberini’s. 
Après s’être diplômé au Pittsburgh Culinaire Institute, il déménage en France. Là, au Cordon Bleu, il travaille sous la supervision de maîtres comme Alain Dutournier chef/propriétaire du Carré des Feuillants, et plus tard, à Rome, Italie, sous la supervision du Chef Heinz Beck au restaurant La Pergola, ainsi qu’à Ferrare comme sous-chef, pour des restaurants comme Antichi Sapori et Hostaria Savonarola. Le Pirsch Mühle, restaurant en Allemagne, lui donne l’opportunité de s’occuper des cuisines aux côtés du Chef et propriétaire S. Leypold.

## Carrière professionnelle
En 2000, Chiarini déménage au Moyen-Orient et travaille pour les hôtels Intercontinental à Oman. Pendant cette période il dédie une partie de son temps au business en tant que consultant pour le Al Bustan Palace et Shangri-La Hotels. Il déménage au Bahreïn et développe des concepts culinaires innovants pour Mövenpick et les Hôtels Marriott' au  Koweït. 
Il prend en charge le Courtyard Deluxe Édition, propriété Marriott, développe Il Forno, restaurant de luxe de spécialités nord-italiennes. Toujours pendant sa période au Marriott il crée deux Chaines des Rotisseurs.
Au Koweït, il devient connu en tant que chef à la télévision, sur la chaîne Al Rai TV où il présente plus de 50 émissions de cuisine, dans lesquelles il montre et présente la cuisine européenne à la communauté du Golfe Persique. 
Chiarini continue ses voyages culinaires en Espagne, le Royaume-Uni et l'Irlande mais aussi en Afrique, Asie, Australie, Nouvelle-Zélande et Océanie. En Afrique, le chef travaille pour la chaîne d’hôtels Starwood, au Sheraton Addis, qui fait partie de la Luxury Collection des Starwood hôtels.
En 2010 il publie son premier livre The New Renaissance of Italian Fusion Cuisine 1.0 qui atteint la première place du The Emerald Book, de Chiarini, y a atteint la première place. Le site Visitvineyards.com, autorité reconnue dans l domaines de la nourriture, du vin et des voyages, place le livre du chef à la première place des douze meilleurs et plus beaux livres de cuisine pour l’année 2010/2011.
Le 7 septembre 2010 Gianfranco Chiarini a épousé Anna Kinga Jarosławska, diplômée en communication et littérature italienne, née à Słupsk, en Pologne. 
En janvier 2011, Gianfranco Chiarini a fait la une du  magazine de jet set 8 (Thamāniya), édité en Arabie saoudite et a fait l'éloge pour son activité au Moyen-Orient et pour son livre The New Renaissance of Italian Fusion Cuisine 1.0.
En octobre 2011, Gianfranco Chiarini a publié Ferrara Il Gioiello Culinario Nascosto. Un livre de cuisine retraçant l'histoire de la cuisine depuis l'époque médiévale de la ville de Ferrare, en Italie.
Le 26 juin 2012, le Chef Gianfranco Chiarini a été honoré pour son second livre « La perle » de la trilogie de la nouvelle Renaissance de Cuisine Fusion italienne, préfacé et signé de Paul Bocuse.

## Articles de magazines
- (it) « Tnterview de Gianfranco Chiarini », sur Inabbondanza.com
- (it) « Notice », sur Eluniversal.com.mx
- (en) « Gianfranco Chiarini », sur Visitvineyards.com
- (it) « Intervieuw de Gianfranco Chiarini », sur Prismanews.net
- (cs) « Notice », sur Taborsky.denik.cz